# Julio César Turbay Quintero
Julio César Turbay Quintero (Bogotá, 6 de febrero de 1949) es un político colombiano. Es el primer hijo del expresidente Julio Cesar Turbay Ayala y Nydia Quintero de Balcazar, presidente fundadora de la Fundación Solidaridad por Colombia
Turbay Quintero es abogado-economista de la Universidad Javeriana, cursó estudios de Ciencia Política en la Universidad de Nueva York. Obtuvo Maestría en Ciencias de Gerencia Profesional en la Escuela de Negocios de la Universidad de Miami, Estados Unidos.
Como docente universitario se ha desempeñado como profesor de Derecho Financiero en la facultad de Administración de Empresas de la Universidad del Rosario, profesor de la maestría de Derecho Público Financiero de la Universidad Libre en la cátedra de Economía Internacional.
En su trayectoria política ha sido Representante a la Cámara (1986-1990), senador de la República en tres oportunidades (1990, 1991 y 1994), concejal de varios municipios de Cundinamarca, diputado de la Asamblea de Cundinamarca y concejal de Bogotá.
Fue contralor general de la República entre el periodo de 2006 a 2010. Su elección fue conseguida con un resultado de 213 votos a favor y 7 en contra.

## Cargos públicos
Ha ocupado cargos en la administración del Estado entre los que se destaca Juez de Ejecuciones Fiscales del Distrito Especial de Bogotá, Secretario General de la Superintendencia Bancaria, director de la Oficina de Control de la Superintendencia Bancaria ante la Caja de Crédito Agrario, Industrial y Minero, director de la Oficina de Control de la Superintendencia Bancaria ante el Banco de la República y Secretario General de la Superintendencia Bancaria.
En el sector privado se ha desempeñado como Vicepresidente de Planeación Estratégica para América Latina del Chase Manhattan Bank de New York, Presidente Ejecutivo de la Empresa TEMA PUBLICIDAD, director del noticiero de televisión El Informador THOY, Presidente Ejecutivo de la programadora de televisión Producciones THOY.
Asesor y Consultor Empresarial en temas de Integración Regional, Finanzas y Comercio Exterior.
Su trayectoria internacional lo ha llevado a ser Representante de la República en la Comisión Asesora Permanente de Relaciones Exteriores, Presidente de la Comisión de Relaciones Exteriores del Senado de la República Defensa Nacional y Comercio Exterior, Presidente del Parlamento Andino, Vicepresidente del Parlamento Andino y del Parlamento Amazónico, Miembro del Parlamento Latinoamericano. Como Presidente de la Comisión Segunda del Senado, tuvo la oportunidad de asistir a las reuniones de la Comisión de Vecindad Colombo-Venezolana, también ha sido Consultor de la Organización de Estados Americanos, O.E.A., Observador Internacional para las elecciones en el Perú y la República Dominicana.